# История господина Полли
«История мистера Полли» (англ. The History of Mr Polly) — юмористический роман английского писателя Герберта Уэллса. Написан в 1910 году, опубликован в том же году издательством «Thomas Nelson and Sons».

## Сюжет
Мистер Полли ссорится со своей женой и выходит из дому подышать свежим воздухом. Он начинает вспоминать свою жизнь. Когда он был молодым, то жил в городе Фишборн со своими друзьями Плэттом и Парсонсом. Они называли свою троицу «ТриПэ». Все трое работали в магазине одежды. Однако скоро Парсонса увольняют, и он уезжает. Мистер Полли не выносит этого и тоже уезжает из города.
Вскоре умирает отец Полли. На его похоронах мистер Полли знакомится с Мириам, которая в будущем становится его женой (но этот брак не будет счастливым). Вспомнив всю свою несчастную жизнь, Полли решает уйти из дому на поиски приключений.

## Экранизации
- Одноимённый фильм был снят в 1949 году режиссёром Энтони Полисиером. Главную роль исполнил Джон Миллс.
- Телевизионная версия была снята в Британии в 2007 году, где роль мистера Полли исполнил комичный актёр Ли Эванс.